# Kinako

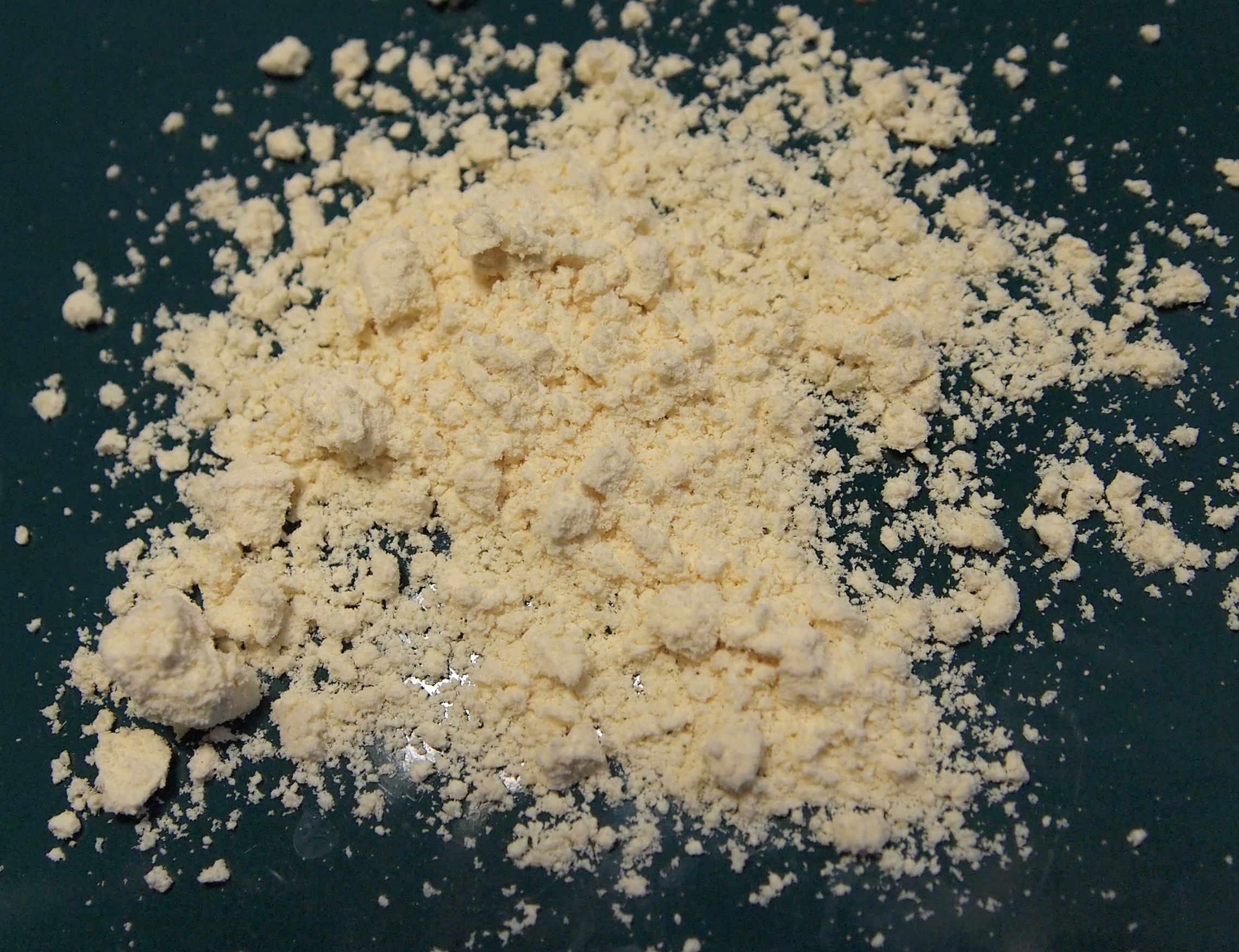
Kinako

Kinako (黄粉  hoặc きなこ), còn được gọi là bột đậu nành rang, là một sản phẩm thường được sử dụng trong ẩm thực Nhật Bản. Trong tiếng Anh, nó thường được gọi là "bột đậu nành rang". Chính xác hơn đó là "bột đậu nành rang nguyên hạt". Cách sử dụng từ kinako xuất hiện trong sách dạy nấu ăn từ cuối thời Muromachi (1336–1573). Kinako có nghĩa là "bột mì vàng" trong tiếng Nhật.

## Sản xuất
Kinako được sản xuất bằng cách nghiền mịn đậu nành rang thành bột. Vỏ đậu nành thường được loại bỏ trước khi nghiền thành bột, nhưng một số loại kinako vẫn giữ lại lớp vỏ rang.  Đậu nành vàng tạo ra kinako màu vàng và đậu nành xanh tạo ra sản phẩm có màu xanh nhạt.  Kinako, được làm từ đậu nành, là một loại hương liệu và chất phủ tốt cho sức khỏe có chứa vitamin B và protein.  Tuy nhiên, so với đậu nành luộc, protein trong kinako không dễ tiêu hóa.

## Sử dụng

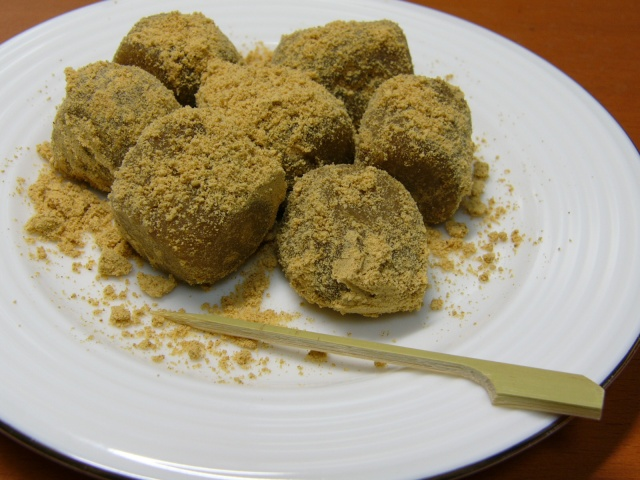
Kẹo dango Nhật Bản phủ bột đậu nành kinako

Kinako được sử dụng rộng rãi trong nấu ăn Nhật Bản, nhưng được kết hợp chặt chẽ với dango và wagashi. Dango, sủi cảo làm từ mochiko (bột gạo), thường được phủ bằng kinako. Ví dụ như ohagi và Abekawa-mochi. Kinako khi kết hợp với sữa hoặc sữa đậu nành cũng có thể làm thức uống. Một ví dụ về việc sử dụng nó trong các món ăn phổ biến là warabimochi, một loại bánh ngọt phủ kinako nổi tiếng.

## Liên kết ngoại
- Lưu trữ ngày 25 tháng 9 năm 2018 tại Wayback Machine Lịch sử của bột đậu nành rang nguyên hạt (Kinako), cà phê đậu nành và sô cô la đậu nành (2012)